# Stanley Rous
Stanley Ford Rous (Milford, Suffolk, 25 de abril de 1895-Londres, 20 de julio de 1986) fue un árbitro y dirigente de fútbol inglés, famoso por haber sido presidente de la FIFA entre 1961 y 1974 y cocreador de la Copa europea de Ferias en 1955.

## Biografía
Tras prestar servicio en la Primera Guerra Mundial, Rous fue profesor de deportes en la escuela Watford Boys Grammar School, mientras que en simultáneo jugaba al fútbol como aficionado en la posición de arquero hasta su retiro en 1927. Tras su retiro, fue un destacado árbitro internacional en Europa durante muchos años, dirigiendo 34 partidos internacionales hasta el año 1934, cuando se retiró de esta actividad.
El retiro del arbitraje no implicó que Rous se alejara del fútbol pues después de ello fue un destacado dirigente deportivo del fútbol en Gran Bretaña entre 1934 y 1962, llegando a alcanzar en la década de 1950 el cargo de presidente de la Asociación de Fútbol de Inglaterra, cargo que lo hizo conocido en el resto de Europa por su enérgica posición a favor de que las selecciones de Gran Bretaña (Inglaterra, Escocia, Irlanda del Norte, y Gales) retornaran a las competiciones internacionales y reconozcan la autoridad de la UEFA, evaluando que el fútbol resultaría beneficiado si cada vez más países del orbe se incorporaban a la FIFA.
Rous fue elegido presidente de la FIFA desde 1961 a 1974, cargo durante el cual logró introducir las transmisiones de televisión de la Copa Mundial de Fútbol de manera regular, como una nueva fuente de dinero para financiar la FIFA, que antes dependía apenas de la venta de entradas para los partidos de la competencia. Paulatinamente Rous apreció las ventajas de introducir elementos de publicidad comercial en torno a la Copa Mundial de Fútbol y así lo puso en práctica en los campeonatos mundiales de Inglaterra 1966 y de México 1970, contratando con empresas de envergadura internacional para la colocación de paneles publicitarios en los estadios donde se jugasen los torneos.
Tras este último campeonato mundial, la FIFA había logrado la penetración del fútbol en casi todo el mundo en alianza con la televisión y la publicidad comercial, promoviendo la participación de cada vez más países en las competiciones oficiales, y convirtiendo a la FIFA en una organización altamente rentable por vez primera. Pese a esto, Rous fue muy criticado por su firme negativa de otorgar plazas directas en la Copa Mundial a países de Asia y África, alegando que el nivel de juego en esos continentes era muy bajo para permitirles una presencia mayor en los mundiales de fútbol, y que era preferible contar sólo con equipos tradicionales de Europa y América del Sur como protagonistas de las Copas del Mundo.
Otro elemento de polémica en contra de Rous fue su decisión en 1962 de promover la participación de Sudáfrica en los torneos de la FIFA, pese a que el régimen sudafricano racista del apartheid impedía la participación de deportistas de raza negra en eventos internacionales, imponiendo equipos "sólo de blancos" para estos fines. El hecho que Rous defendiera la participación de Sudáfrica pese al apartheid deportivo causó que las recién creadas federaciones nacionales africanas amenazaran con un boicot total a la FIFA a lo largo de la década de 1960, mientras federaciones europeas y sudamericanas temían "legitimar" el racismo del apartheid admitiendo equipos segregados de Sudáfrica en torneos internacionales.
Las posiciones de Rous contra la ampliación de cupos en la Copa Mundial y su insistencia en la participación de una Sudáfrica "segregada" causó una notable impopularidad para Rous, además de acusaciones de "pro-europeo"; también provocó una queja oficial de los países africanos y un intento de éstos para boicotear la Copa Mundial de Fútbol a realizarse en Alemania Federal en 1974. Todo ello abonó el terreno para que a mediados de 1974 Rous perdiese las elecciones de la FIFA ante el dirigente brasileño João Havelange, quien ofreció ampliar la participación de África y Asia para los campeonatos mundiales desde 1978 y ganó el apoyo de las delegaciones de esos continentes.

### Chile vs. Unión Soviética
En el marco del proceso clasificatorio para la Copa Mundial de la FIFA 1974, las selecciones nacionales de Chile y la Unión Soviética debían enfrentarse en una repesca intercontinental. El partido de ida se disputó el 26 de septiembre de 1973 en el Estadio Lenin de Moscú y finalizó con un empate sin goles.
El partido de vuelta estaba programado para el 21 de noviembre de 1973 en el Estadio Nacional de Santiago de Chile. Sin embargo, dicho recinto había sido utilizado como centro de detención por el régimen militar instalado tras el golpe de Estado del 11 de septiembre de 1973. Diversos informes de organismos internacionales, incluyendo la Cruz Roja, estimaron que aproximadamente 7000 personas fueron retenidas en el estadio durante el periodo posterior al golpe, aunque otras fuentes elevan esa cifra hasta 15 000 detenidos simultáneamente y cerca de 40 000 en total.
Ante esta situación, la Unión Soviética presentó una comunicación oficial a la FIFA argumentando que no podía disputar un encuentro en un recinto que, según su posición, estaba vinculado a violaciones de derechos humanos. La FIFA, presidida en ese momento por Stanley Rous, envió una delegación para inspeccionar el estado del estadio y concluyó que el partido podía llevarse a cabo en condiciones regulares.
La negativa de la Unión Soviética a presentarse derivó en la clasificación automática de Chile al torneo. El 21 de noviembre de 1973, la selección chilena ingresó al campo y anotó un gol sin oposición ante la ausencia del equipo rival, en cumplimiento del reglamento.
Posteriormente, el Estadio Nacional fue declarado Monumento Histórico en memoria de los acontecimientos ocurridos durante el régimen militar.

### Presidente honorario de la FIFA
Tras su retiro como presidente de la FIFA, Stanley Rous fue nombrado presidente honorario de la FIFA el 11 de junio de 1974, en reconocimiento a su largo periodo de liderazgo en la organización. Este nombramiento ocurrió poco después del proceso clasificatorio para la Copa del Mundo de 1974, que estuvo marcado por la controversia del partido entre Chile y la Unión Soviética.

## Aportes
Rous hizo una contribución importante al juego reescribiendo su reglamento en 1938 (Rules of the Game), haciéndolo más simple y fácil de entender.
También es recordada su contribución al campeonato de 1966 celebrado en su país, por medio de la selección incompetente de árbitros y sobornos con el fin de ver a Su selección campeona del Mundo. 

## Fallecimiento
Stanley Rous falleció de leucemia en Londres el 18 de julio de 1986, a los 91 años de edad. Un servicio fúnebre se realizó en su memoria en la Abadía de Westminster en septiembre de ese mismo año.